# Chlaenius circumscriptus
Chlaenius circumscriptus (sinónimo Epomis circumscriptus) es una especie de escarabajo de la familia Carabidae.

## Distribución geográfica
Se distribuye por el paleártico: Europa, las islas Canarias, el norte de África y la mitad occidental de Asia.